# Troupe de La Monnaie en 1746

## Composition de la troupe duThéâtre de la Monnaieen1746
L'année théâtrale commence le 11 avril 1746 et se termine le 18 février 1747.
| Acteurs, chanteurs et danseurs | Actrices, chanteuses et danseuses |
| ------------------------------ | --------------------------------- |
| Bercaville                     | Agathine                          |
| Billioni, premier danseur      | Armand                            |
| Cholot                         | Arnould                           |
| Cressent de Bernaut            | Auguste, première danseuse        |
| Desormes                       | Beauménard                        |
| D'Hannetaire                   | Bercaville                        |
| Dreuillon                      | Bline                             |
| Dubois                         | Chantilly                         |
| Duclos, machiniste             | Dancourt                          |
| Durancy                        | Danicourt                         |
| Dutac                          | Després de Verneuil               |
| Lécluse                        | Deventenne                        |
| Moly                           | Durancy                           |
| Paran                          | Everard                           |
| Rebours                        | Fleury                            |
|                                | Narbonne                          |
|                                | Navarre                           |
|                                | Paran                             |
|                                | Verrière                          |

### Source
- Documents d'archives (Ville de Bruxelles), articles et études (dont Favart, Mémoires, Paris 1808 ; Haine, « Charles-Simon Favart à la tête du théâtre des armées du maréchal de Saxe à Bruxelles », Grétry et l'Europe de l'opéra-comique, Liège 1992 ; Jean-Philippe Van Aelbrouck, Dictionnaire des danseurs à Bruxelles, Liège 1994).